# Udo Kunz
Udo Kunz (* 15. August 1924 in Hauingen; † 28. Juni 2015 ebenda) war ein deutscher Maschinenbauer, Unternehmer und Kommunalpolitiker. 

## Leben
Udo Kunz wuchs in dem seit 1975 zu Lörrach gehörigen Wiesentaldorf Hauingen auf. Nach dem Besuch der dortigen Volksschule und der Metallfachschule in Lörrach besuchte er ab 1940 die Fliegertechnische Vorschule zunächst in Eisenach, dann in Suhl und schließlich in Luckenwalde. Im Frühjahr 1943 erhielt er den Gesellenbrief und wurde dann als „Spezialpersonal“ zur Wehrmacht eingezogen. Bereits im Sommer 1945 aus kurzer Kriegsgefangenschaft nach Hauingen zurückgekehrt, war er in mehreren Unternehmen der engeren Region tätig und legte im April 1953 die Meisterprüfung für Mechanik und Maschinenbau ab. Von 1953 bis 1954 arbeitete er als Meister im zunächst in Brombach ansässigen Metallbetrieb Boschert, mit dem er auch späterhin kooperierte, nachdem er sich 1954 mit der Schlosserei Kunz selbständig gemacht hatte. Dieses vielseitige Handwerksunternehmen konzentrierte sich bald vor allem auf Fahrräder und Mopeds und weitete sich später zum Autohaus Kunz aus. 
1976 trat Udo Kunz als Hauptgesellschafter und Nachfolger von Ludwig Boschert in den Metallbetrieb Boschert ein, den er zu einem führenden Unternehmen dieser Branche im Raum Lörrach ausbaute. Für eine bahnbrechende Erfindung bei der maschinellen Blechbearbeitung erhielt die Firma ein Europatent und 1987 den Dr.-Rudolf-Eberle-Preis, einen Innovationspreis des Landes Baden-Württemberg. Von 1958 bis 1966 war Udo Kunz Vorsitzender der Elektrizitätsgenossenschaft Hauingen (EGH), er gehörte für die Freien Wähler mehrfach (1959–1965 und 1971–1975) dem Hauinger Gemeinderat an und war von 1971 bis 1975, als Hauingen Ortsteil von Lörrach wurde, stellvertretender Bürgermeister. Er war von 1980 bis 1991 Mitglied des Gemeinderats von Lörrach sowie von 1973 bis 1979 und von 1989 bis 1991 Mitglied des Kreistags des Landkreises Lörrach.

## Ehrungen
Der politisch wie gesellschaftlich engagierte Unternehmer erhielt 1988 das Bundesverdienstkreuz am Bande. 1999 gründete er die Stiftung Udo und Johanna Kunz, die in Hauingen in der Wohnanlage Siegmeer älteren Menschen barrierefreies Wohnen ermöglicht. Im Januar 2010 erhielt Udo Kunz als Erster den Markus-Pflüger-Preis der Stadt Lörrach für sein soziales Engagement.